# Della H. Raney
Della Hayden Raney, född 10 januari 1912 i Suffolk, Virginia, död 23 oktober 1987, var en amerikansk sjuksköterska i United States Army Nurse Corps. Hon var den första afroamerikanska sjuksköterskan under andra världskriget och den första som blev huvudsjuksköterska. År 1944 blev hon den första svarta sjuksköterskan inom det amerikanska arméflygvapnet som befordrats till kapten och år 1946 blev hon befordrad till major. Raney lämnade armén år 1978.